# Mi amor frente al pasado
Mi amor frente al pasado es una telenovela mexicana, que se transmitió por el Canal 4 de Telesistema Mexicano de Televisa en 1960, con episodios de 30 minutos de duración. Protagonizada por Silvia Derbez y Joaquín Cordero.

## Elenco
- Silvia Derbez
- Joaquín Cordero
- Anita Blanch
- Lulú Parga
- Manola Saavedra
- Roberto Cañedo

## Otros datos
- El tema musical (Un hombre ... una mujer) corrió a cargo de Francis Lai.
- La novela está basada en una obra original de Kenia Perea y adaptada por ella misma.
- La telenovela está grabada en blanco y negro.
- En 1979 Televisa realizó el remake de esta telenovela con el mismo título.